# Kresten Osgood Quintet Plays Jazz
Kresten Osgood Quintet Plays Jazz ist ein Jazzalbum des Kresten Osgood Quintett. Die im Dezember 2017 entstandenen Aufnahmen erschienen 2018 als Doppel-LP auf dem Label ILK Music.

## Hintergrund
Der Schlagzeuger Kresten Osgood (Jahrgang 1976), nahm das Album mit Musikern der jüngeren Generation aus der lokalen Szene Kopenhagens auf, mit Erik Kimestad – Trompete, Mads Egetoft – Saxophon, Jeppe Zeeberg – Piano und Matthias Petri – Bass. Das Kresten Osgood Quintett interpretiert eine Auswahl an Stücken von Eric Dolphy, Thelonious Monk, Charles Mingus, Duke Ellington, Miles Davis, Jerome Cooper, Elmo Hope, außerdem einige Eigenkompositionen von Osgood. Diese Aufnahme wurde gesponsert und war das Ergebnis von Kresten Osgoods künstlerischen Forschungsaktivitäten am Rytmisk Musikkonservatorium in Kopenhagen, unterstützt durch die Stiftungen Dansk Kapelmesterforening und DJFBA.

## Titelliste

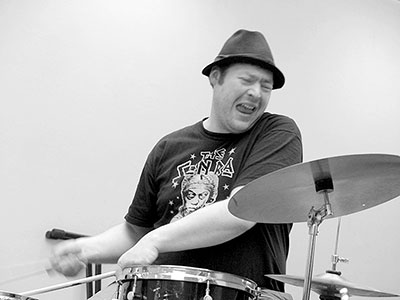
Kresten Osgood (2014)

- Kresten Osgood Quintet Plays Jazz (ILK Music – ilk287LP)[1]

A1 Gazzeloni (Eric Dolphy) 4:00

A2 Thougts from Duke (Adegoke Steve Colson, Iqua Colson) 3:57

A3 Little Niles (Randy Weston) 7:41

A4 La Berthe (Elmo Hope) 3:54

B1 Blues in My Sleep (James Cotton) 3:23

B2 Crazy Witch Game (Kresten Osgood) 3:12

B3 Brilliant Corners (Thelonious Monk) 8:54

B4 Star Crossed Lovers (Duke Ellington) 5:59

C1 Water Babies (Miles Davis) 6:41

C2 Reincarnation of a Lovebird (Charles Mingus) 6:37

C3 Friday The 13th (Thelonious Monk) 8:11

D1 Monk Fonk (Jerome Cooper) 4:03

D2 De Det (Kresten Osgood) 3:42

D3 Tchicai in Heaven (Kresten Osgood) 6:23

D4 Round Midnight (Thelonious Monk) 7:06

## Rezeption
Das Album erfuhr eine Reihe durchweg positive Rezensionen; das Quintett würdige frühere Innovatoren, aber auf eine Art und Weise, die Individualität mit Einfluss vereine, lobte Ken Waxman in Jazzword. Insbesondere bei der Neuinterpretation von weniger bekannten Stücken würden sich „bemerkenswerte Triumphe“ ergeben. Die Musiker würden sehr spielerisch mit dem Material umgehen und sich auf ein leidenschaftliches Zusammenspiel einlassen, hieß es im niederländischen Besprechungsorgan Vital Weekly. Das Album sei eine besondere Herausforderung für Jazzfans und viele andere, schrieb Niels Overgård in der dänischen Zeitschrift Jazz Nyt. Diese Musik habe unübertroffene Möglichkeiten und sei absolut zeitlos, so Tor Hammerø (Nettavisen).

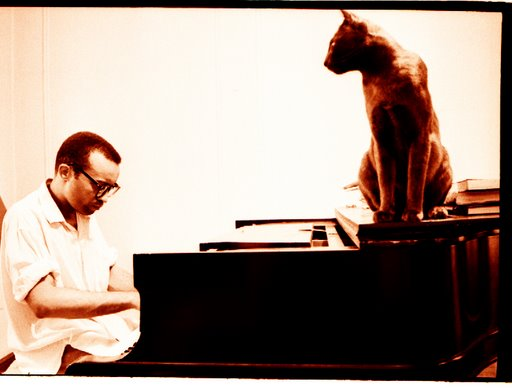
Cecil Taylor in seinem Apartment in den 1960er-Jahren

Nach Ansicht von Dan McClenaghan (All About Jazz) habe Kristen Osgood mit Plays Jazz einige weniger bekannte Melodien einiger freier Denker der Musikgeschichte erforscht, beginnend mit Eric Dolphys „Gazzeloni“ aus Dolphys bekanntem Album Out to Lunch (1964). Osgoods Interpretation des Stückes sei rauer als das Original, wilder und freier. Es würde wie das Free-Jazz-Outfit klingen, das Cecil Taylor für Unit Structures (1966) zusammengestellt habe, brillant in seiner Kühnheit und seinem Feuer. Bemerkenswert sei auch der von Miles Davis stammende Beitrag, „Water Babies“, düsterer als das Original von 1967, wobei die Ecken und Kanten des Saxophonisten Egetoft voll zur Geltung kämen, treibe die Band die Dinge mit einem unauffälligen, aber dennoch unerbittlichen Schwung voran, einem leisen Aufruhr, der das Licht in Film-Noir-Territorium senke. Mingus’ „Reincarnation of a Lovebird“ wiederum fange den Mingus-Geist perfekt ein und Ellingtons „Star-Crossed Lovers“ sei wohl der schönste und besinnlichste Moment des Albums.
Ebenfalls in All About Jazz schrieb Mark Corroto, Kresten Osgoods Quintett habe überzeugende Interpretationen einiger archetypischer Kompositionen geliefert. Die Coverversionen der klassischen Kompositionen würden zum Vergleich und zur endgültigen Beurteilung einladen. So bringe Osgoods Quintett die Darbietung von „Water Babies“ absolut auf den Punkt und würdige sowohl die Atmosphäre der Zeit (1967) als auch den Klang. Was den musikalischen Härtetest – Monk – angehe, staune er, wie leicht „Friday The 13th“ und „Brilliant Corners“ gemeistert würden. Ihre Interpretation von „Round Midnight“ sei nicht von Jeppe Zeebergs Piano geprägt (er spiele hier „atmosphärische“ Keyboards), sondern von der beharrlichen Trompete und dem Saxophon von Kimestad und Egetoft, wobei man eher an Miles Davis und Coltrane denke.
Ein Blick auf die Titelliste mache vielleicht nicht sofort klar, worum es auf dem Album geht, außer dass die Mischung aus Monk, Mingus und Melodien von Randy Weston („Little Niles“) und Elmo Hope („La Berthe“) etwas Post-Bop suggeriert, schrieb Ronald Atkins in Jazz Journal. Das sei sicherlich der Fall, obwohl man betonen sollte, dass sich die Musik doch oft in freizügigem Terrain bewege. Der Schlagzeuger Kresten Osgood, mittlerweile über 40 Jahre alt, habe zuvor mit mehreren internationalen Namen auf diesem Gebiet zusammengearbeitet und, wenn man die Ergebnisse hier beurteile, genieße er es, musikalisch an die Grenzen zu gehen.